# Paraleucobryum sauteri
Paraleucobryum sauteri là một loài Rêu trong họ Dicranaceae. Loài này được (Bruch & Schimp.) Loeske mô tả khoa học đầu tiên năm 1908.

## Hình ảnh

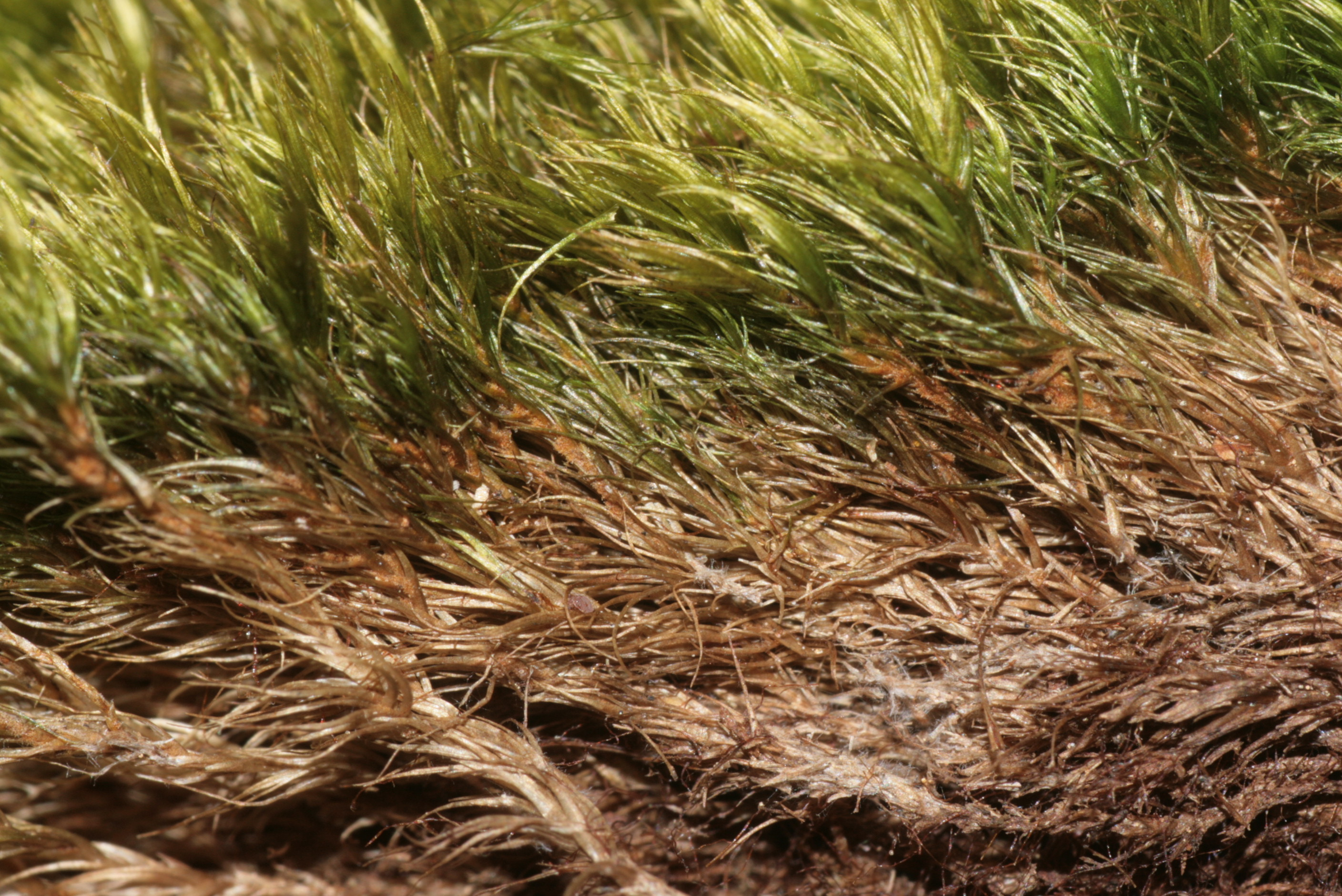
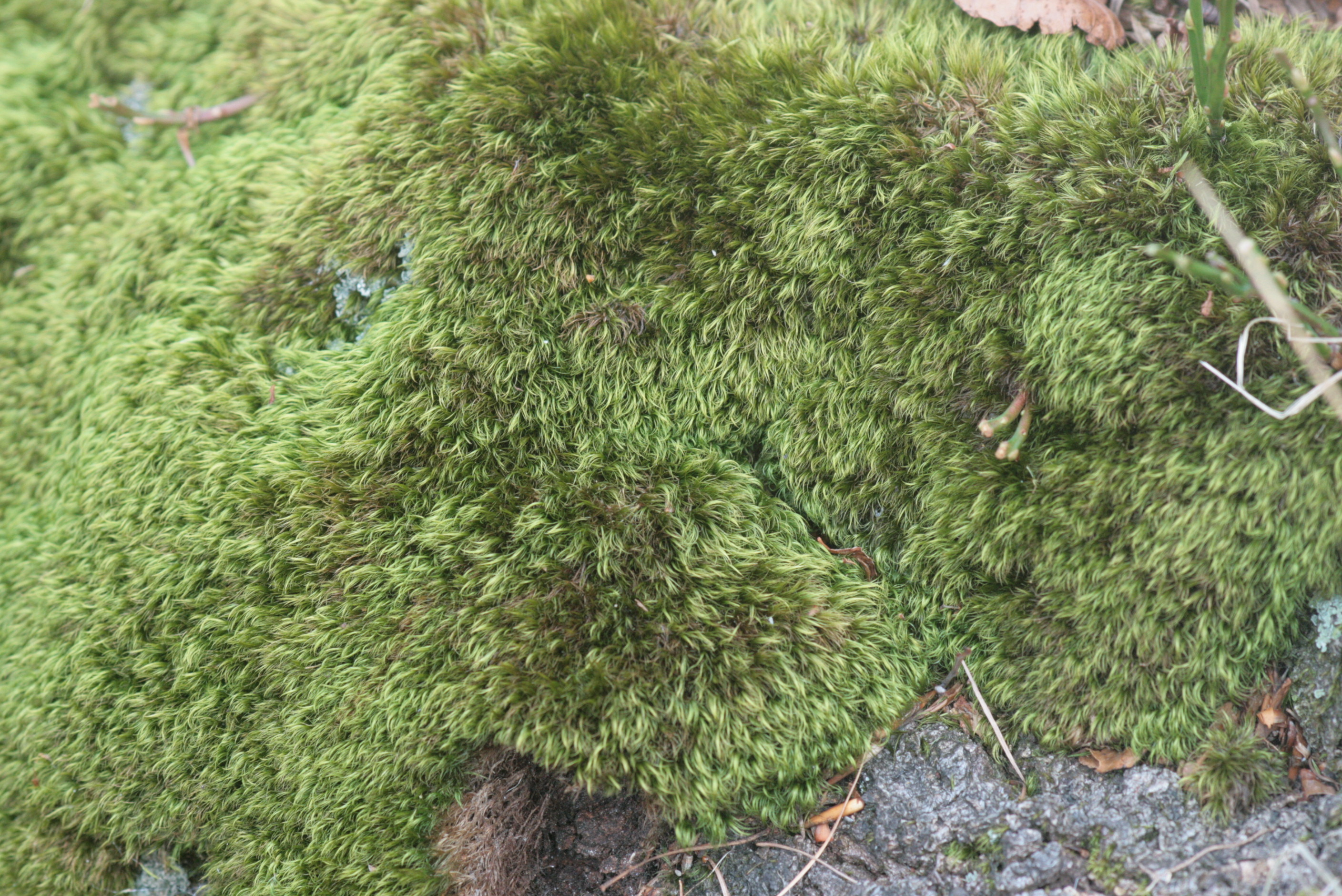
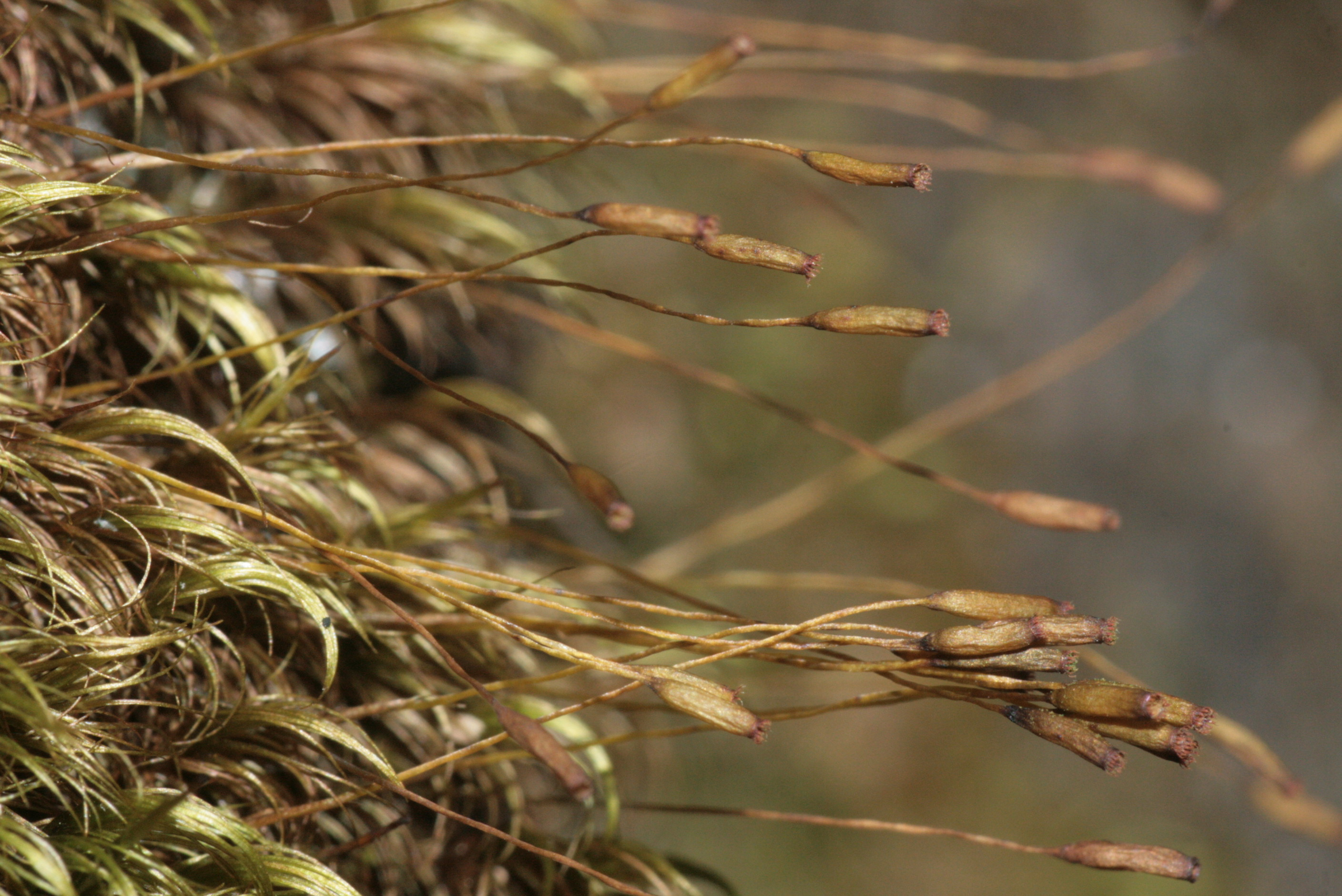
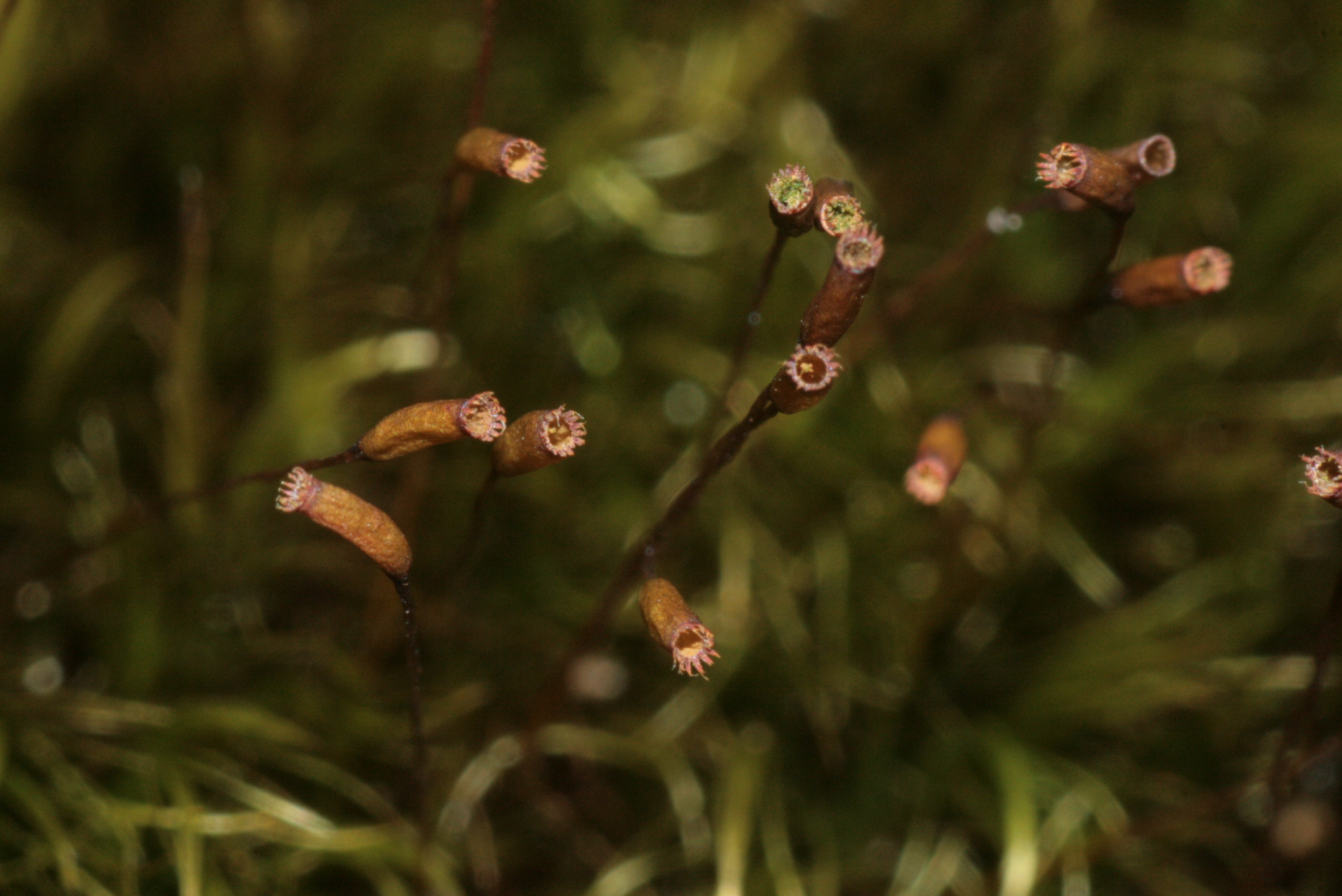